# Marina Senesi
Marina Senesi (Genova, ...) è un'attrice teatrale, drammaturga e autrice radiofonica italiana.

## Biografia
Si è formata presso il Teatro Stabile di Genova. Voce conosciuta al pubblico di Rai Radio 2  per il lungo sodalizio con Caterpillar, negli anni successivi ha mantenuto una collaborazione con il programma ideando e realizzando surreali performances di spettacolo/informazione; una su tutte, il viaggio in pedalò dal naviglio di Milano alla Rotonda di Senigallia (400 km di fiumi e 160Km di Adriatico). Ha ideato e realizzato il format Sulla Retta Via, trasmesso dall'edizione 2017 all'edizione 2019 su Zelig TV con il patrocinio di Libera contro le mafie. Con la giornalista Sabrina Giannini (Report-) ha elaborato e interpretato la piece teatrale La Vacanza sul caso di Ilaria Alpi e Miran Hrovatin, riadattato in video con il patrocinio di Premio giornalistico televisivo Ilaria Alpi e CPO Rai con la regia televisiva di Daniela Vismara. È testimonial di Europa Donna con il suo docu-racconto teatrale  Se Si Può Raccontare. Nel marzo 2019, il docu-racconto teatrale Doppio  Taglio (come i media raccontano la violenza di genere) di cui è adattatrice e interprete - riconosciuto  dall'Ordine Nazionale Giornalisti per i propri crediti formativi - è stato rappresentato alla Sala della Lupa di Palazzo Montecitorio su iniziativa della Camera dei deputati. Nel 2020 ha debuttato al Suq Festival di Genova con  il suo nuovo spettacolo Porto a Porto

## Teatro
- Oreste di Euripide, regia Luigi Squarzina -Teatro greco di Siracusa - Prod Dramma Antico
- Gianniprendilamacchina di A.Marangon, regia Roberto Gandini - Prod Teatro Portaromana
- Ospiti e Indizi di Chiara Lamberti - Prod Teatro Portaromana
- Aritmie di Chiara Lamberti - Prod Teatro Portaromana
- Line di Israel Horovitz ,regia Walter le Moli - Prod Teatro2 di Parma
- Il Tartufo di Moliere, regia Walter le Moli - Prod Teatro2 di Parma
- Il Processo di Kafka, regia Andrèe Ruth Shammah - Prod Teatro Franco Parenti
- Cavalieri di Re Arthur, regia  Andrèe Ruth Shammah - Prod Teatro Franco Parenti
- Tristano e Isotta  regia Andrèe Ruth Shammah - Prod Teatro Franco Parenti
- Peter Pan  di J.M.Barrie, regia  Andrèe Ruth Shammah - Prod Teatro Franco Parenti
- Lacrimosa di Massimo Sgorbani, Regia Claudio Nocera - Prod Teatro Franco Parenti
- Racconto Italiano con Giorgio Albertazzi, regia Anfrèe Shammah - Prod Teatro Franco Parenti
- I Monologhi della Vagina di E.Ensler - Prod CRT Milano
- La Vacanza (Il caso Ilaria Alpi e Miran Hrovatin) di Marina Senesi, Sabrina Giannini, Simonetta Favari, Catia Giarlanzani. Regia Simonetta Favari - Prod Irma Spettacoli
- Se si può raccontare di Marina Senesi - Prod. Europa Donna Italia
- Doppio Taglio, di Cristina Gamberi e Marina Senesi, voci fuori campo Filippo Solibello e Marco Ardemagni, musiche originali Tanita Tikaram - Prod ITC2000
- Porto a Porto di Marina Senesi. Collaborazione ai testi Cinzia Poli, musiche originali Banda Osiris, impostazione di regia Cristina Pezzoli - Prod Nidodiragno